# ATP Buenos Aires 2002 - Qualificazioni singolare
Le qualificazioni del singolare  dell'ATP Buenos Aires 2002 sono state un torneo di tennis preliminare per accedere alla fase finale della manifestazione. I vincitori dell'ultimo turno sono entrati di diritto nel tabellone principale. In caso di ritiro di uno o più giocatori aventi diritto a questi sono subentrati i lucky loser, ossia i giocatori che hanno perso nell'ultimo turno ma che avevano una classifica più alta rispetto agli altri partecipanti che avevano comunque perso nel turno finale.
Le qualificazioni del torneo ATP Buenos Aires 2002 prevedevano 32 partecipanti di cui 4 sono entrati nel tabellone principale.

## Teste di serie
1. Attila Sávolt (primo turno)
2. Jacobo Diaz-Ruiz (primo turno)
3. Sergi Bruguera (primo turno)
4. Alexandre Simoni (primo turno)

1. Hugo Armando (ultimo turno)
2. Marc López (ultimo turno)
3. Ricardo Mello (primo turno)
4. Luis Horna (Qualificato)

## Qualificati
1. Leonardo Olguín
2. Sebastián Prieto

1. Feliciano López
2. Luis Horna

## Tabellone

### Legenda
| - Q = Qualificato - WC = Wild card - LL = Lucky loser | - ALT = Alternate - SE = Special Exempt - PR = Protected Ranking | - w/o = Walkover - r = Ritirato - d = Squalificato |

### Sezione 1
|  | Primo turno        | Primo turno        | Primo turno        | Primo turno | Primo turno |  |  | Secondo turno     | Secondo turno     | Secondo turno     | Secondo turno   | Secondo turno   |   |   | Ultimo turno    | Ultimo turno    | Ultimo turno    | Ultimo turno | Ultimo turno |  |
|  |                    |                    |                    |             |             |  |  |                   |                   |                   |                 |                 |   |   |                 |                 |                 |              |              |  |
|  |                    | Mariano Delfino    | Mariano Delfino    | 6           | 6           |  |  |                   |                   |                   |                 |                 |   |   |                 |                 |                 |              |              |  |
|  | 1                  | Attila Sávolt      | Attila Sávolt      | 2           | 3           |  |  | Mariano Delfino   | Mariano Delfino   | Mariano Delfino   | 7               | 6               |   |   |                 |                 |                 |              |              |  |
|  | Christian Kordasz  | Christian Kordasz  | Christian Kordasz  | 7           | 6           |  |  | Christian Kordasz | Christian Kordasz | Christian Kordasz | 6(3)            | 4               |   |   |                 |                 |                 |              |              |  |
|  | Juan Pablo Guzmán  | Juan Pablo Guzmán  | Juan Pablo Guzmán  | 6(2)        | 2           |  |  |                   |                   |                   |                 |                 |   |   | Mariano Delfino | Mariano Delfino | Mariano Delfino | 3            | 5            |  |
|  | Filippo Volandri   | Filippo Volandri   | Filippo Volandri   | 6           | 6           |  |  |                   |                   | Leonardo Olguín   | Leonardo Olguín | Leonardo Olguín | 6 | 7 |                 |                 |                 |              |              |  |
|  | Juan Antonio Marín | Juan Antonio Marín | Juan Antonio Marín | 3           | 4           |  |  | Filippo Volandri  | Filippo Volandri  | 4                 | 6               | 3               |   |   |                 |                 |                 |              |              |  |
|  |                    | Leonardo Olguín    | Leonardo Olguín    | 7           | 6           |  |  | Leonardo Olguín   | Leonardo Olguín   | 6                 | 4               | 6               |   |   |                 |                 |                 |              |              |  |
|  | 7                  | Ricardo Mello      | Ricardo Mello      | 5           | 4           |  |  |                   |                   |                   |                 |                 |   |   |                 |                 |                 |              |              |  |

### Sezione 2
|  | Primo turno              | Primo turno              | Primo turno              | Primo turno | Primo turno |  |  | Secondo turno    | Secondo turno       | Secondo turno    | Secondo turno | Secondo turno |      |   | Ultimo turno | Ultimo turno     | Ultimo turno     | Ultimo turno | Ultimo turno |  |
|  |                          |                          |                          |             |             |  |  |                  |                     |                  |               |               |      |   |              |                  |                  |              |              |  |
|  |                          | Sebastián Prieto         | Sebastián Prieto         | 7           | 6           |  |  |                  |                     |                  |               |               |      |   |              |                  |                  |              |              |  |
|  | 2                        | Jacobo Diaz-Ruiz         | Jacobo Diaz-Ruiz         | 6(4)        | 2           |  |  | Sebastián Prieto | Sebastián Prieto    | Sebastián Prieto | 6             | 7             |      |   |              |                  |                  |              |              |  |
|  | Federico Browne          | Federico Browne          | Federico Browne          | 6           | 6           |  |  | Federico Browne  | Federico Browne     | Federico Browne  | 4             | 5             |      |   |              |                  |                  |              |              |  |
|  | Ignacio Hirigoyen        | Ignacio Hirigoyen        | Ignacio Hirigoyen        | 4           | 4           |  |  |                  |                     |                  |               |               |      |   |              | Sebastián Prieto | Sebastián Prieto | 7            | 6            |  |
|  | Oscar Serrano-Gamez      | Oscar Serrano-Gamez      | Oscar Serrano-Gamez      | 6           | 6           |  |  |                  |                     | 6                | Marc López    | Marc López    | 6(2) | 2 |              |                  |                  |              |              |  |
|  | Martín Vassallo Argüello | Martín Vassallo Argüello | Martín Vassallo Argüello | 1           | 4           |  |  |                  | Oscar Serrano-Gamez | 6                | 6(5)          | 6(1)          |      |   |              |                  |                  |              |              |  |
|  | 6                        | Marc López               | Marc López               | 7           | 6           |  |  | 6                | Marc López          | 3                | 7             | 7             |      |   |              |                  |                  |              |              |  |
|  |                          | Daniel Melo              | Daniel Melo              | 5           | 4           |  |  |                  |                     |                  |               |               |      |   |              |                  |                  |              |              |  |

### Sezione 3
|  | Primo turno     | Primo turno        | Primo turno        | Primo turno | Primo turno |  |  | Secondo turno   | Secondo turno   | Secondo turno | Secondo turno | Secondo turno |   |   | Ultimo turno | Ultimo turno    | Ultimo turno    | Ultimo turno | Ultimo turno |  |
|  |                 |                    |                    |             |             |  |  |                 |                 |               |               |               |   |   |              |                 |                 |              |              |  |
|  |                 | Feliciano López    | 2                  | 6           | 6           |  |  |                 |                 |               |               |               |   |   |              |                 |                 |              |              |  |
|  | 3               | Sergi Bruguera     | 6                  | 3           | 2           |  |  | Feliciano López | Feliciano López | 7             | 6(1)          | 6             |   |   |              |                 |                 |              |              |  |
|  | Diego Moyano    | Diego Moyano       | 7                  | 3           | 7           |  |  | Diego Moyano    | Diego Moyano    | 6(6)          | 7             | 4             |   |   |              |                 |                 |              |              |  |
|  | Óscar Hernández | Óscar Hernández    | 6(5)               | 6           | 5           |  |  |                 |                 |               |               |               |   |   |              | Feliciano López | Feliciano López | 6            | 6            |  |
|  | Júlio Silva     | Júlio Silva        | Júlio Silva        | 7           | 7           |  |  |                 |                 | 5             | Hugo Armando  | Hugo Armando  | 4 | 4 |              |                 |                 |              |              |  |
|  | Patricio Arquez | Patricio Arquez    | Patricio Arquez    | 6(4)        | 6(2)        |  |  |                 | Júlio Silva     | Júlio Silva   | 5             | 1             |   |   |              |                 |                 |              |              |  |
|  | 5               | Hugo Armando       | Hugo Armando       | 6           | 6           |  |  | 5               | Hugo Armando    | Hugo Armando  | 7             | 6             |   |   |              |                 |                 |              |              |  |
|  |                 | Diego Hipperdinger | Diego Hipperdinger | 3           | 3           |  |  |                 |                 |               |               |               |   |   |              |                 |                 |              |              |  |

### Sezione 4
|  | Primo turno     | Primo turno            | Primo turno            | Primo turno | Primo turno |  |  | Secondo turno          | Secondo turno          | Secondo turno   | Secondo turno | Secondo turno |   |   | Ultimo turno | Ultimo turno  | Ultimo turno  | Ultimo turno | Ultimo turno |  |
|  |                 |                        |                        |             |             |  |  |                        |                        |                 |               |               |   |   |              |               |               |              |              |  |
|  |                 | German Puentes-Alcaniz | German Puentes-Alcaniz | 6           | 6           |  |  |                        |                        |                 |               |               |   |   |              |               |               |              |              |  |
|  | 4               | Alexandre Simoni       | Alexandre Simoni       | 4           | 1           |  |  | German Puentes-Alcaniz | German Puentes-Alcaniz | 6(2)            | 6             | 5             |   |   |              |               |               |              |              |  |
|  | Marcos Daniel   | Marcos Daniel          | Marcos Daniel          | 6           | 7           |  |  | Marcos Daniel          | Marcos Daniel          | 7               | 4             | 7             |   |   |              |               |               |              |              |  |
|  | Luciano Vitullo | Luciano Vitullo        | Luciano Vitullo        | 4           | 5           |  |  |                        |                        |                 |               |               |   |   |              | Marcos Daniel | Marcos Daniel | 1            | 1r           |  |
|  | Diego Veronelli | Diego Veronelli        | 6                      | 6(1)        | 6           |  |  |                        |                        | 8               | Luis Horna    | Luis Horna    | 6 | 2 |              |               |               |              |              |  |
|  | Gorka Fraile    | Gorka Fraile           | 1                      | 7           | 4           |  |  |                        | Diego Veronelli        | Diego Veronelli | 3             | 5             |   |   |              |               |               |              |              |  |
|  | 8               | Luis Horna             | Luis Horna             | 6           | 6           |  |  | 8                      | Luis Horna             | Luis Horna      | 6             | 7             |   |   |              |               |               |              |              |  |
|  |                 | Sergio Roitman         | Sergio Roitman         | 4           | 2           |  |  |                        |                        |                 |               |               |   |   |              |               |               |              |              |  |